# ZAK (Politmagazin)
ZAK war ein Politmagazin des WDR, das von 1988 bis 1996 wöchentlich im deutschen öffentlich-rechtlichen Fernsehen ausgestrahlt wurde. Der Name leitete sich von der Redaktionsgruppe „Zeitgeschehen aktuell“ her. Es wurde in den ersten beiden Jahren von Désirée Bethge moderiert, bekannter wurde es in den folgenden sechseinhalb Jahren unter Friedrich Küppersbusch.
1989 erhielten Désirée Bethge und ihr Ehemann, Redaktionsleiter Gerd Berger, dafür den Adolf-Grimme-Preis in Silber, 1991 erhielt ihn Friedrich Küppersbusch als Spezialpreis in Silber, überdies 1993 auch den Telestar.

## Geschichte
Das Konzept der Sendung hatten die WDR-Redakteure Gerd Berger und Ulrich Deppendorf unter Mitwirkung von Peter Bauer, Ernst-Ludwig Freisewinkel und Klaus Werner nach einer Idee von WDR-Chefredakteur Rolf Schmidt-Holtz entwickelt.
ZAK wurde zum Sendestart zuerst nur im Dritten Programm, dem WDR Fernsehen, am späten Freitagabend (21:45 Uhr bis 22:30 Uhr) ausgestrahlt. 1989 wurden der Redaktionsleiter Gerd Berger, die Moderatorin Désirée Bethge und vier weitere Mitarbeiter vom RTL-Fernsehmagazin stern TV abgeworben, woraufhin Friedrich Küppersbusch übernahm.
1993 folgte eine bundesweite Ausstrahlung im Ersten sonntags von 22:30 Uhr bis 23:00 Uhr. Titelmusik war der Song Our Darkness von Anne Clark.
Zur Sommerpause 1996 wurde die Sendung zugunsten der ARD-Sendung Privatfernsehen, die ebenfalls von Küppersbusch moderiert und überdies von seiner neuen Firma Probono produziert wurde, eingestellt. In diesem erweiterten Sendeformat gab es ein kleines Studiopublikum, der Sendeplatz war nunmehr der Samstagabend und die Sendezeit verdoppelte sich auf eine Stunde. Es wurde indes bereits nach 15 Monaten zum Jahresende 1997 wieder eingestellt.

## Sendungscharakteristik
Die Sendung war aufgrund ihres bissigen, satirischen Charakters vorwiegend in linksintellektuellen Kreisen beliebt. Im konservativen Spektrum wurde die Sendung aufgrund ihrer als eher einseitig eingeschätzten Berichterstattung z. T. mit etwas Verachtung als „linkes Magazin“ abgestempelt, wobei die Sendung bzw. ihr langjähriger Moderator auch durchaus bei Vertretern dieses Spektrums wie z. B. Henryk M. Broder Anklang fand.
Küppersbusch verschaffte sich durch provokante Fragen gegenüber seinen Interviewgästen, denen er nicht selten rhetorisch überlegen war, zum Teil ehrfürchtigen Respekt und prägte damit das Image der Sendung. Selbst dem österreichischen Rechtspopulisten Jörg Haider (FPÖ) zeigte sich Küppersbusch gewachsen. Bekannt wurde auch der Schlagabtausch mit dem damaligen Fraktions- und Parteivorsitzenden der SPD Hans-Jochen Vogel: Gleich zu Beginn der Sendung entwickelte sich ein heftiges Streitgespräch, das die gesamte Sendezeit und alle Beiträge überdauerte und welches – laut Friedrich Küppersbusch – auch noch bis weit in die Nacht nach der Sendung fortgeführt wurde. „Und das nächste Mal, wenn Sie mich wieder einladen, dann komme ich und dann kloppen wir uns wieder“, sollen Vogels abschließende Worte an diesem Abend gewesen sein. Während eines Spieltags der Fußball-Weltmeisterschaft 1994 folgte dem Abspann der Sendung ein satirisches Interview des Intendanten Fritz Pleitgen mit dem Politmoderator Klaus Bednarz über die Sendung, das die aktuell laufenden Fußballinterviews nebst deren Platitüden parodierte. So startete Bednarz insbesondere seine erste Antwort mit „Ja gut“, Pleitgen beendete das Interview mit „Wir sind auf jeden Fall eine Sendung weiter!“
Zu den festen Elementen von ZAK gehörten auch die Kurzinterviews von Wolfgang Korruhn, der selbst zum Konzept der Sendung beigetragen hatte. In seinen Interviews rückte Korruhn seinen Interviewpartnern körperlich sehr nah und wurde hierdurch ebenso wie durch seine Art, Fragen zu stellen, bekannt. Berühmtheit erlangte insbesondere ein Gespräch mit dem damaligen Fuldaer Erzbischof Johannes Dyba, den Korruhn in eine Diskussion über Homosexualität verwickelte, sowie ein Interview mit der FDP-Politikerin Irmgard Schwaetzer, die das Interview vor laufender Kamera abbrach („Packen S'e das Dingen weg!“).
Küppersbuschs Anmoderationen für die Beiträge in ZAK sind in dem Buch Bis hierhin vielen Dank. Moderationen aus ZAK (Konkret Literatur Verlag, 1995) und auf der CD Küppersbusch (Universal, 1997) erschienen.

## Einschaltquoten
Bis 1993 lag die Einschaltquote bei 5 Prozent im Sendegebiet und stieg danach auf 10 Prozent Marktanteil mit rund 2,5 Millionen Zuschauern. Ab 1996 sank die Einschaltquote auf 4 Prozent mit rund einer Million Zuschauern.